# Fundusz Spójności

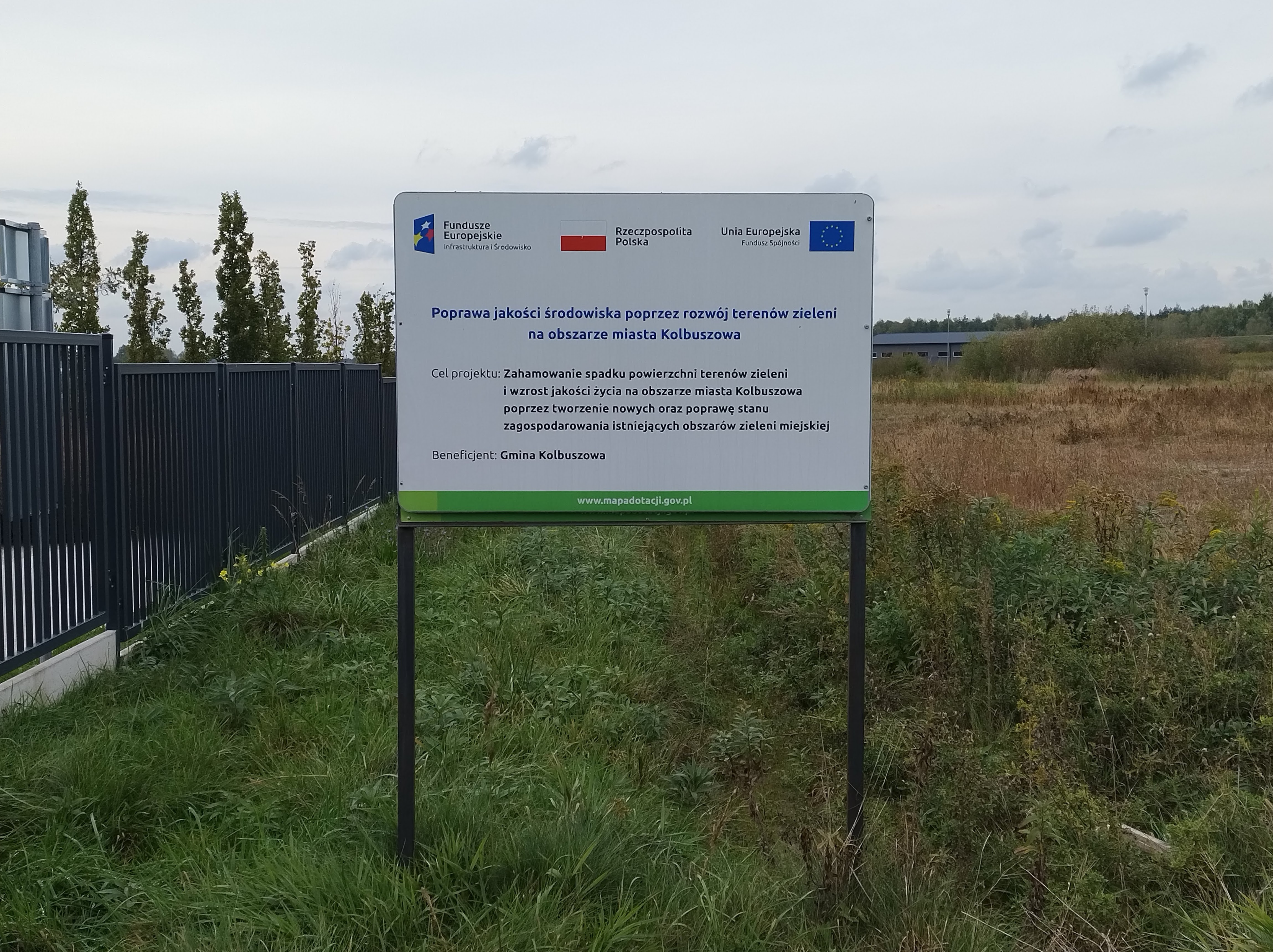
Tablica informująca o dofinansowaniu z funduszu

Fundusz Spójności, Fundusz Kohezyjny (ang. Cohesion Fund), jeden z pięciu europejskich funduszy strukturalnych i inwestycyjnych, stanowiący dodatkowe, czasowe wsparcie finansowe dla wybranych krajów Unii Europejskiej, ustanowiony w ramach Traktatu z Maastricht (1992), a przygotowane formalnie przez rozporządzenie Rady Unii Europejskiej z 16 maja 1994 r. Gwarantował słabiej rozwiniętym państwom Unii Europejskiej, których dochód narodowy brutto na mieszkańca nie przekracza 90% średniej unijnej (kryterium spełniały wówczas Grecja, Hiszpania, Irlandia i Portugalia), pomoc w zakresie ochrony środowiska i infrastruktury transportowej (w ramach sieci transeuropejskich).
Środki Funduszu Spójności są kierowane do państw członkowskich, w których dochód narodowy brutto (DNB) na jednego mieszkańca jest niższy niż 90% średniej w państwach Unii Europejskiej, oraz w których opracowany został program zmierzający do spełnienia kryteriów konwergencji ustalonych w art. 104 Traktatu ustanawiającego Wspólnotę Europejską. W przypadku, gdy kraj członkowski nie dotrzyma programu konwergencji dla unii gospodarczej i walutowej, przyznane fundusze mogą zostać wstrzymane. 
Projekty finansowane z Funduszu Spójności powinny być zgodne z postanowieniami traktatów, przyjętymi zgodnie z nimi instrumentami oraz politykami wspólnotowymi łącznie z polityką ochrony środowiska, transportową, w dziedzinie sieci transeuropejskich, polityką konkurencji oraz polityką zamówień publicznych. 
Przy wyznaczaniu alokacji środków z Funduszu Spójności dla danego kraju brana jest pod uwagę liczba ludności, PNB na jednego mieszkańca, powierzchnia kraju oraz inne czynniki społeczno-ekonomiczne np. deficyt w obszarze infrastruktury transportowej w kraju odbiorcy wsparcia. Pomoc z Funduszu wraz z transferami z funduszy strukturalnych nie powinna przekroczyć 4% PKB kraju beneficjenta. 
Zgodnie z postanowieniami Traktatu o Przystąpieniu Polski do Unii Europejskiej na zobowiązania podejmowane przez nowe Państwa Członkowskie w ramach interwencji Funduszu Spójności, Unia Europejska przeznaczyła na lata 2004–2006 środki finansowe w wysokości 7 590,5 mln euro według cen z 1999 r. 
Biorąc pod uwagę kryteria stosowane przy wyznaczaniu wstępnej alokacji oraz wysokość środków finansowych przeznaczonych na zobowiązania w obecnym okresie programowania alokacja dla Polski, określona w Traktacie Akcesyjnym, waha się w przedziale od 45,65% do 52,72% całości środków. Tak więc średnia alokacja dla Polski w latach 2004–2006 wynosi 4178,6 mln euro. Zgodnie z Rozporządzeniem Rady 1164/94/WE przyznane Polsce środki Funduszu Spójności będą w równym stopniu wspierać obydwa obszary priorytetowe: środowisko i transport.
Od dnia 1 stycznia 2004 r. do otrzymywania wsparcia z Funduszu Spójności przestała się kwalifikować Irlandia, natomiast beneficjentami z dniem przystąpienia do Unii Europejskiej stały się Cypr, Czechy, Estonia, Litwa, Łotwa, Malta, Polska, Słowacja, Słowenia i Węgry. W latach 2007–2013 beneficjentami są także Bułgaria i Rumunia, natomiast Hiszpania, która przestała spełniać kryterium odnoszące się do PNB, uzyskuje wsparcie na zasadach przejściowych.
W krajach, które przystąpiły do Unii Europejskiej 1 maja 2004 r., ze środków Funduszu Spójności finansowane są także projekty rozpoczęte w ramach funduszu przedakcesyjnego ISPA. W perspektywie finansowej 2007–2013 środki Funduszu Spójności w Polsce przyznawane były w ramach Programu Operacyjnego Infrastruktura i Środowisko. Fundusz Spójności finansował w poprzedniej perspektywie największe inwestycje infrastrukturalne z sektora transportu oraz ochrony środowiska.
Mimo zachowania formalnej odrębności, w nowym zreformowanym kształcie w perspektywie finansowej 2007–2013 Fundusz Spójności może być nazywany quasi funduszem strukturalnym. Świadczy o tym m.in. fakt, że Unia Europejska przedstawiła zbliżone ramy funkcjonowania wszystkich funduszy w jednym rozporządzeniu. Na poziomie krajowym wydatki Funduszu Spójności są ustalane razem z wydatkami funduszy strukturalnych w ramach tych samych wieloletnich programów operacyjnych stanowiących system wdrażania jednolitych Narodowych Strategicznych Ram Odniesienia.